# Bacska
Bacska (szlovákul: Bačka) község Szlovákiában, a Kassai kerület Tőketerebesi járásában.

## Fekvése
Királyhelmectől 5 km-re keletre, a Bodrogközben, a Tice-patak partján található.

## Története
1214-ben a leleszi alapítólevél említi először „Bachaka” néven. 1299-ben „Bachka”, 1323-ban „Buchka”, 1332-ben „Bachka” alakban tűnik fel az írott forrásokban. A 13. századtól 1660-ig a Gut-Keled nembeli Bacskaiak birtoka, később a Báthoryaké. A 16. századtól a Bacskayak mellett az Anárcsyak és a Tegzesek a birtokosok. 1557-ben 5 adózó portája létezett. 1640-től a Vay családé, majd a Rákóczi-szabadságharc bukása után Balogh Istváné és utódaié. Később több tulajdonosa is volt. 1670-ben említik a Vayak emeletes kastélyát, amely ekkor már romos állagú, valószínűleg a kuruc harcokban ment tönkre, de 1713-ban már újjáépítették. II. Rákóczi Ferenc 1707–1709 között három alkalommal is megszállt a faluban udvari főkapitánya, Vay Ádám vendégeként. 1715-ben 10 házas és 12 ház nélküli jobbágytelek volt a községben. 1787-ben 56 házában 380 lakos élt.
1796-ban Vályi András ezt írja róla: „BÁCSKA. Magyar falu Zemplén Vármegyében, birtokos Ura Böthy Uraság, lakosai katolikusok, és reformátusok, fekszik Battyánnak szomszédságában, mellynek filiája: Határja termékeny, ’s szőlő hegyein kivűl, nagy erdeje is van, tulajdonságaira nézve hasonlít Agárd faluhoz, első Osztálybéli.”
1828-ban 71 háza volt 528 lakossal. Fényes Elek 1851-ben kiadott geográfiai szótárában így ír a faluról: „Bacska, magyar falu, Zemplén vgyében, Bottyán fiókja, 115 r., 112 g. kath., 304 ref., 20 zsidó lak. Ref. és kath. szentegyház. 914 hold termékeny szántóföld. Szép tölgyes erdő. F. u. többen. Ut. p. Ujhely.”
1880 és 1910 között sok lakosa kivándorolt a tengerentúlra. A 19. században a Pásztor és Weinberger családok birtoka volt. Lakói főként mezőgazdasággal foglalkoztak.
Borovszky Samu monográfiasorozatának Zemplén vármegyét tárgyaló része szerint: „Bacska, a Latorcza mentén, a bodrogközi síkságon fekvő magyar kisközség, 97 házzal és 642, nagyobbára református vallású lakossal. Ősrégi bessenyő-telep, melyről Becheca alakban már I. Endre alatt, a XI. században említés történik. A XIII. században, a mikor a Guth-Keled nembeli Bacskayak az urai, András de Basku nevében is szerepel. 1394-ben itt nyolcz Bacskai testvér között határrendezés történik, de ugyanakkor a Bottyán család is birtokosa. A XV. században a Kálnássyaknak, az Anarcsi Tegzeseknek és a Bacskaiakkal együtt a Tárkányiaknak is van benne részük. 1558-ban Soós János is a birtokosok közé tartozik, az 1598-ki összeírás pedig özv. Bacskay Gáspárnén kívül csupán Korchma Jánost említi birtokosául. A Bacskay család fiágon kihalván, 1640-ben Bacskai Anárcsy kapitány nyeri a birtok egy részét. Őt a Vay család követi, míg I. Lipót ezt a birtokrészt Barlogh Istvánnak adományozza, de később, III. Károly jóváhagyásával, Barlogh unokahuga: Bencze Éva kapja. Házasság útján ez a rész a Beőthy család birtokába megy át, melytől a Szerdahelyiek öröklik 1795-ben. A másik rész birtokosai a Báthory, Csapy, Rákóczy és a Deregnyey családok, majd Bojthy Imre és a Cserneyek. A községet hajdan Nyír-Bacskának nevezték. Dűlői közül a Buró nevezetű a hajdani Buró község emlékét tartja fenn. E falut Burow, Bwro alakban, már a XIV. és XV. századbeli oklevelek említik, a Bacskayak és a Tárkányiak birtokaként. 1488-ban találjuk utolsó birtokosait említve Bacskay István és Tárkányi István személyében. Bacska községet két úrilak díszíti. Mindkettőt a Szerdahelyiek építtették. Az egyik most Paulitzky Ferenczé, a másik dr. Haas Bernáté. A falunak református és róm. kath. temploma van. A református templom 1832-ben épült; a katholikus templom árpádkori építmény, szentélye gótikus s az egyik borda alján a Guth-Keled nemzetség czímere látható. A református egyház birtokában egy úrvacsorai ezüstpohár van, a következő felírással: „Nemzetes Klobusitzky Pál Uram és Nemzetes Pallay Erzsébet Asszony Ez Poharat Ur Vacsorájának Kiszolgáltatására A Bacskay Templomban Edgyütt Istennek Adták 1785.” A község postája, távírója és vasúti állomása Bély.”
1920-ig Zemplén vármegye Bodrogközi járásához tartozott, ezután a csehszlovák állam része lett. 1938 és 1945 között ismét Magyarország része.

## Népessége
| Év:            | 1994. | 2004.    | 2014.  | 2024.    |
| -------------- | ----- | -------- | ------ | -------- |
| Emberek száma: | 545   | 600      | 651    | 576      |
| Eltérés:       |       | +10,09 % | +8,5 % | -11,52 % |

| Év:            | 2023. | 2024.   |
| -------------- | ----- | ------- |
| Emberek száma: | 581   | 576     |
| Eltérés:       |       | -0,86 % |

1910-ben 632-en, túlnyomórészt magyar anyanyelvűek lakták.
2001-ben 597 lakosából 575 magyar és 18 szlovák.
2011-ben 653 lakosából 546 magyar, 66 roma és 27 szlovák.
2021-ben 627 lakosából 489 magyar (78%), 89 szlovák, 2 cseh, 1 rutén, 46 ismeretlen nemzetiségű.

## Nevezetességei
- Temploma a legutóbbi felújítás során szerény külsőt kapott, de nagyon régi. A Szűz Máriának szentelt templomnak az 1332 és 1337 táján készült lista szerint Benedek és Pál nevű papjai voltak. A mai templom fő falai a 15. században épültek. Szentélyében ma is látható a Gut-Keled nemzetségből származó Báthoryak címere.[halott link] A templomot a 18. században barokk stílusban építették át.